# 7956 Ядзі
7956 Ядзі (7956 Yaji) — астероїд головного поясу, відкритий 17 грудня 1993 року.
Тіссеранів параметр щодо Юпітера — 3,213.
Названо на честь астронома Ядзі (яп. やじ(矢治)).